# 波恩職權

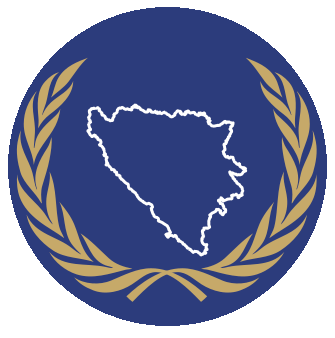
國際社會駐波士尼亞和黑塞哥維那高級代表辦事處標誌。

波恩職權（波斯尼亞語：Bonska ovlaštenja；克羅地亞語：Bonska ovlaštenja; 塞爾維亞語：Бонска овлашћења）是授予国际社会驻波黑高级代表的一系列特殊權力，內容包括實施與廢除法律及任免官員。波恩職權於1997年設立，旨在擴展高級代表的權力範圍。

## 背景
《岱頓協定》於1995年11月簽訂，引入了若干關鍵機制以確保其在波斯尼亞和黑塞哥維那的執行及穩定。協議納入了民主選舉制度、司法框架及國際監督機制。

### 臨時選舉委員會
根據《岱頓協定》附件三，由美國領導的歐洲安全與合作組織（OSCE）被指定通過臨時選舉委員會監督選舉事務，以促成溫和的政治結果。

### 波黑憲法法院
根據《岱頓協定》附件四，波黑憲法法院由九名法官組成：兩名由塞族共和國國民議會任命，四名（兩名克羅地亞族法官、兩名波斯尼亞族法官）由波斯尼亞和黑塞哥維那聯邦眾議院任命，三名國際法官由歐洲人權法院院長遴選。國際法官在解決憲法僵局方面具決定性地位。

### 高級代表辦公室
高級代表辦公室（OHR）根據《岱頓協定》附件十設立，旨在監督民事執行工作，並且在必要時協調國際干預行動。

### 和平執行委員會
和平執行委員會（PIC）在1995年12月的倫敦會議中成立，以監督《岱頓協定》的執行及統籌有利波黑穩定的財政和政治支持，使歐洲國家得以參與波黑戰後治理。由於和平執行委員會在《岱頓協定》簽署後才成立，其法律基礎存在爭議。

## 職權設立
1997年12月，和平執行委員會在德國波恩的會議上引入波恩職權，顯著擴展高級代表的權力範圍，確保《岱頓協定》有效執行。
高級代表具有三大核心職權：
- 立法制定與頒布權：可無視議會審議狀態，直接制定及頒布法律。
- 官員罷免權：有權罷免民選與非民選官員。
- 司法監督權：包括撤換法官在內的司法官員及頒佈凌駕於聯邦法律之上的決定。

## 發展及爭議
2000年，波黑憲法法院就高級代表辦公室的法定權力作出關鍵裁決，在U 9/00 案件中提出「功能二元性」概念，指出波黑並存兩套法律體系—— 一套基於波黑憲法運行，另一套則源自國際社會的授權。波恩職權框架下，高級代表辦公室可直接介入波黑的法律秩序。憲法法院強調，由於高級代表辦公室的權力並非波黑憲法所賦予，法院無權審查高級代表的立法行爲。
2000年大選前夕，歐安組織推行新選舉規則，改變了波斯尼亞和黑塞哥維那民族院代表的選舉機制，降低民族院的克族代表比例，使波斯尼亞族在波黑聯邦中獲得更大的代表性，引起克族政黨的不滿及法律訴訟。由波斯尼亞族法官與國際法官組成的波黑憲法法院，最終駁回克羅地亞族政黨的申訴。裁決最終確認了歐安組織選舉改革的有效性，指歐安組織作爲國際機構，有權實施選舉制度改革。
作爲回應，克族國民議會在2001年宣佈成立臨時自治政府，不承認改革方案。高級代表辦公室在北約駐波黑穩定部隊（SFOR）支持下突擊搜查及接管懷疑涉及財務管理不當及支持克族分離主義的當地銀行 Hercegovačka banka。在缺乏財政支持的情況下，克族國民議會宣告解散，其代表恢復在國家機構框架內的政治活動。
2006年，高級代表辦公室依據授權頒佈《波斯尼亞和黑塞哥維那防衛法》，建立統一軍事指揮部及國家軍隊等法律。